# Constantin Petrescu
Constantin Petrescu a fost un colonel român, care a deținut funcția de comandant al Flotilei Române (1864-1866). 

## Biografie
Constantin Petrescu s-a înrolat în cadrul Flotilei din Muntenia cu gradul de locotenent, fiind printre primii ofițeri ai flotilei muntene. A fost numit la comanda uneia dintre cele trei canoniere intrate în dotare în anul 1845, deținând și comanda superioară a întregului grup de canoniere.
Numele său este legat de începuturile de organizare a unei flotile de război în Muntenia, în perioada modernă. Prin Decretul nr. 122 din 5 iulie 1850, Flotila Munteniei s-a constituit într-un corp aparte, iar Constantin Petrescu, care fusese înaintat la gradul de căpitan, a fost numit comandant al acestei flotile. După Unirea Principatelor Române și unirea flotilelor din Muntenia și Moldova într-un singur corp, printr-un decret al domnitorului Alexandru Ioan Cuza din 22 octombrie 1860, căpitanul Petrescu a fost numit în funcția de ajutor al comandantului Corpului Flotilei, pe care a deținut-o până în iulie 1861, din data de 9 decembrie 1860 având gradul de maior.
Pentru mai bine de un an și-a întrerupt activitatea în flotilă, fiind numit în funcția de prefect al județului Brăila, după care la revenirea în flotilă în ianuarie 1863 a fost avansat la gradul de locotenent-colonel. După aproape un an, la data de 27 decembrie 1863, el a fost desemnat pentru a ocupa funcția de comandant al Flotilei Române, funcție pe care a deținut-o până la data de 11 februarie 1866. În această perioadă, a fost înaintat la gradul de colonel (1865).